# Thôi Anh Kiệt
Thôi Anh Kiệt (tiếng Trung: 崔英杰; sinh ngày 15 tháng 7 năm 1983) là nông dân Trung Quốc quê quán tỉnh Hà Bắc, cư trú tại Bắc Kinh với tư cách là người lao động nhập cư. Thôi trở thành nguồn tin gây sự chú ý của cả nước vào năm 2006 khi anh ta đối đầu và đâm chết một viên chức thành quản (城管) vì cố tịch thu chiếc xe ba bánh mà anh ta dùng để bán xúc xích kiếm sống. Thôi bị kết tội cố ý giết người và bị kết án tử hình với ân xá hai năm, sau đó giảm xuống tù chung thân.

## Vụ án
Thôi Anh Kiệt sinh năm 1983 tại một ngôi làng ở huyện Phụ Bình, Hà Bắc, cách Bắc Kinh 275 km về phía tây nam. Thôi học hết cấp hai rồi gia nhập quân đội trước khi đến Bắc Kinh làm việc cho một công ty giải trí và nhà hàng. Ngày 11 tháng 8 năm 2006, Thôi đang đi trên đường phố Bắc Kinh với chiếc xe ba bánh bán xúc xích nướng. Theo lời kể của Thôi, anh ta mới mua chiếc xe ba bánh bằng tiền vay gần đây. Viên chức này Lý Chí Cường (李志强), 36 tuổi, làm việc cho Cục Chấp pháp và Quản lý Hành chính Đô thị Thành phố Bắc Kinh. Viên chức này đã cố gắng tịch thu xe đẩy của Thôi vì anh ta không có giấy phép hoạt động kinh doanh ở Bắc Kinh. Sau đó, ông ấy ra lệnh đem xe ba bánh chất lên xe tải rồi chở đi. Thôi phản đối việc tịch thu xe đẩy và xảy ra xô xát, anh ta bất thần dùng dao gọt trái cây đâm vào cổ Lý khiến người này chết ngay lập tức. Thôi bèn bỏ trốn đến Thiên Tân và bị bắt vài ngày sau đó.

## Xét xử
Phiên tòa xét xử Thôi bắt đầu vào tháng 12 năm 2006. Trong phiên tòa, một cuộc thảo luận trực tuyến lớn đã bắt đầu về việc liệu Thôi có nên đối mặt với án tử hình hay không vì tội ác của mình. Mặc dù tiền lệ kêu gọi án tử hình, nhiều người Trung Quốc thông cảm với hoàn cảnh của Thôi là một nông dân nghèo đến Bắc Kinh để mưu sinh đã mất bình tĩnh khi phương tiện kiếm sống của anh ta bị tước đoạt. Tháng 4 năm 2007, Thôi bị kết tội cố ý giết người và bị kết án tử hình, nhưng hình phạt của anh ta được ân xá 2 năm. Việc ân xá này thường ngụ ý rằng nếu có hành vi tốt thì bản án của Thôi sẽ được giảm xuống còn chung thân.
Tại phiên tòa, các luật sư của Thôi lập luận rằng anh ta chưa đủ ngưỡng phạm tội “cố ý giết người”. Họ viện dẫn Thôi không biết nạn nhân và không có giao dịch trước với anh ta, đồng thời bị cáo cũng không nhận thức trước được tác hại mà hành động của mình sẽ gây ra và rằng anh ta đã hành động vì bị ép buộc chứ không phải lên kế hoạch cẩn thận. Lý Chí Cường là một sĩ quan được đánh giá cao trong thành quản, và về sau ông được chính quyền thành phố Bắc Kinh phong là "anh hùng cách mạng". Bên công tố lập luận rằng sự khoan hồng trong vụ án sẽ tạo tiền lệ rủi ro và gây nguy hiểm cho các viên chức thực hiện nhiệm vụ thường lệ của họ theo pháp luật.
Trường hợp của Thôi nêu bật vấn đề ngày càng gia tăng mà Bắc Kinh và các thành phố lớn khác phải đối mặt. Nhiều lao động nhập cư đã đến thành phố tìm việc làm một cách bất hợp pháp. Khi Thế vận hội 2008 đang đến gần, Bắc Kinh đã bắt đầu trấn áp người lao động nhập cư. Nhiều nhà quan sát Trung Quốc đã so sánh trường hợp này với vụ án Tôn Chí Cương, nạn nhân bị giết sau khi bị bắt nhầm ở Quảng Châu năm 2003. Vụ án đó đã gây ra sự thay đổi hoàn toàn về luật giam giữ và hồi hương, mặc dù vẫn chưa rõ liệu vụ án Thôi Anh Kiệt có ảnh hưởng tương tự đến chính quyền thành phố hay không.